# Les Masies de Voltregà
Les Masies de Voltregà település Spanyolországban, Barcelona tartományban. Lakosainak száma 3292 fő (2024).

## Földrajza
Les Masies de Voltregà Orís, Torelló, Manlleu, Gurb, Santa Cecília de Voltregà, Sobremunt és Sant Hipòlit de Voltregà községekkel határos.

## Népesség
A település lakosságának változását az alábbi diagram mutatja:
| Lakosok száma | 159  | 1038 | 2114 | 2035 | 2455 | 3006 | 3232 | 3186 | 3141 | 3292 |
|               | 1717 | 1887 | 1936 | 1960 | 1986 | 2004 | 2009 | 2014 | 2019 | 2024 |